# Lüterswil-Gächliwil

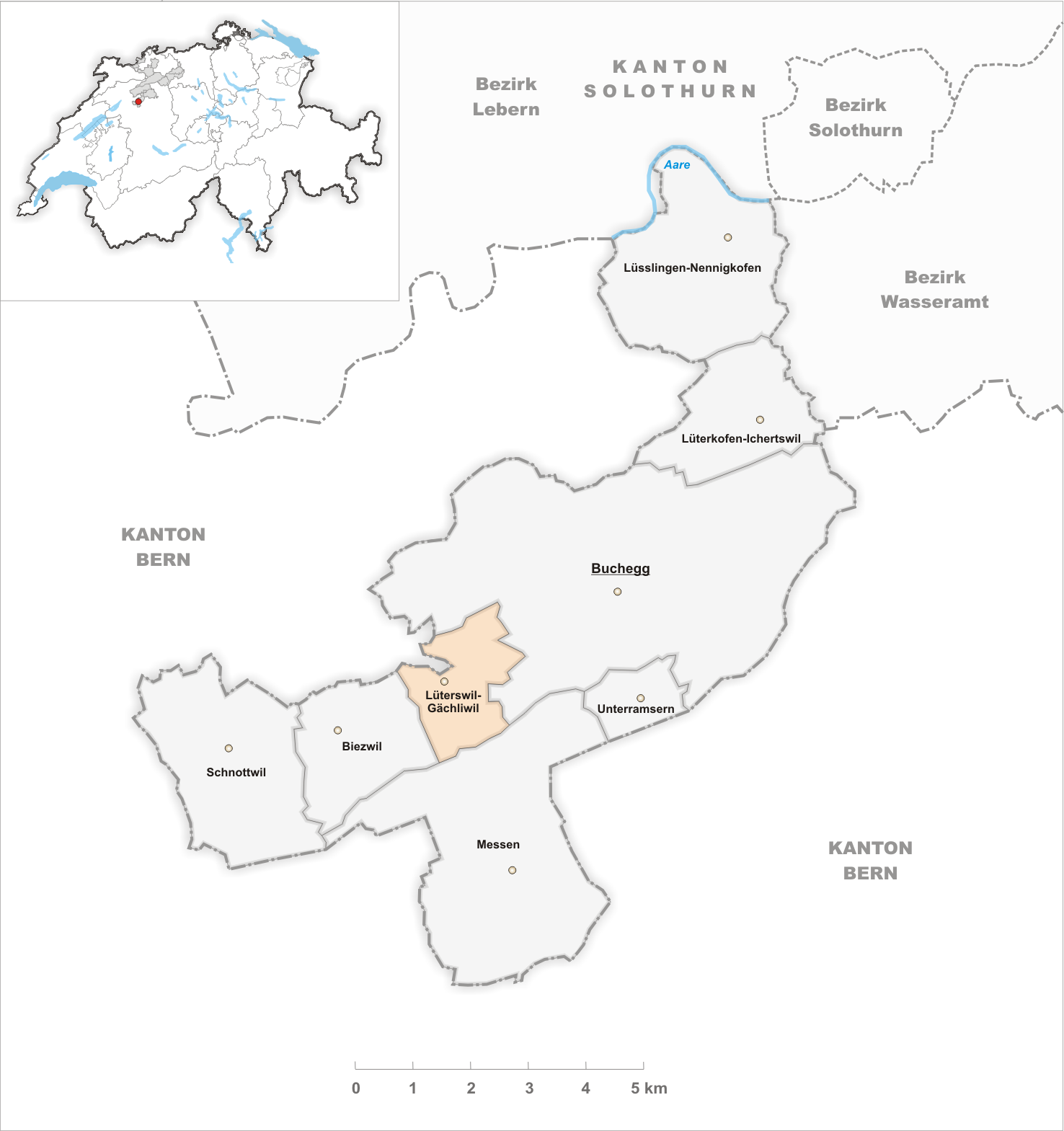
Gemeindestand vor der Fusion am 1. Januar 2024

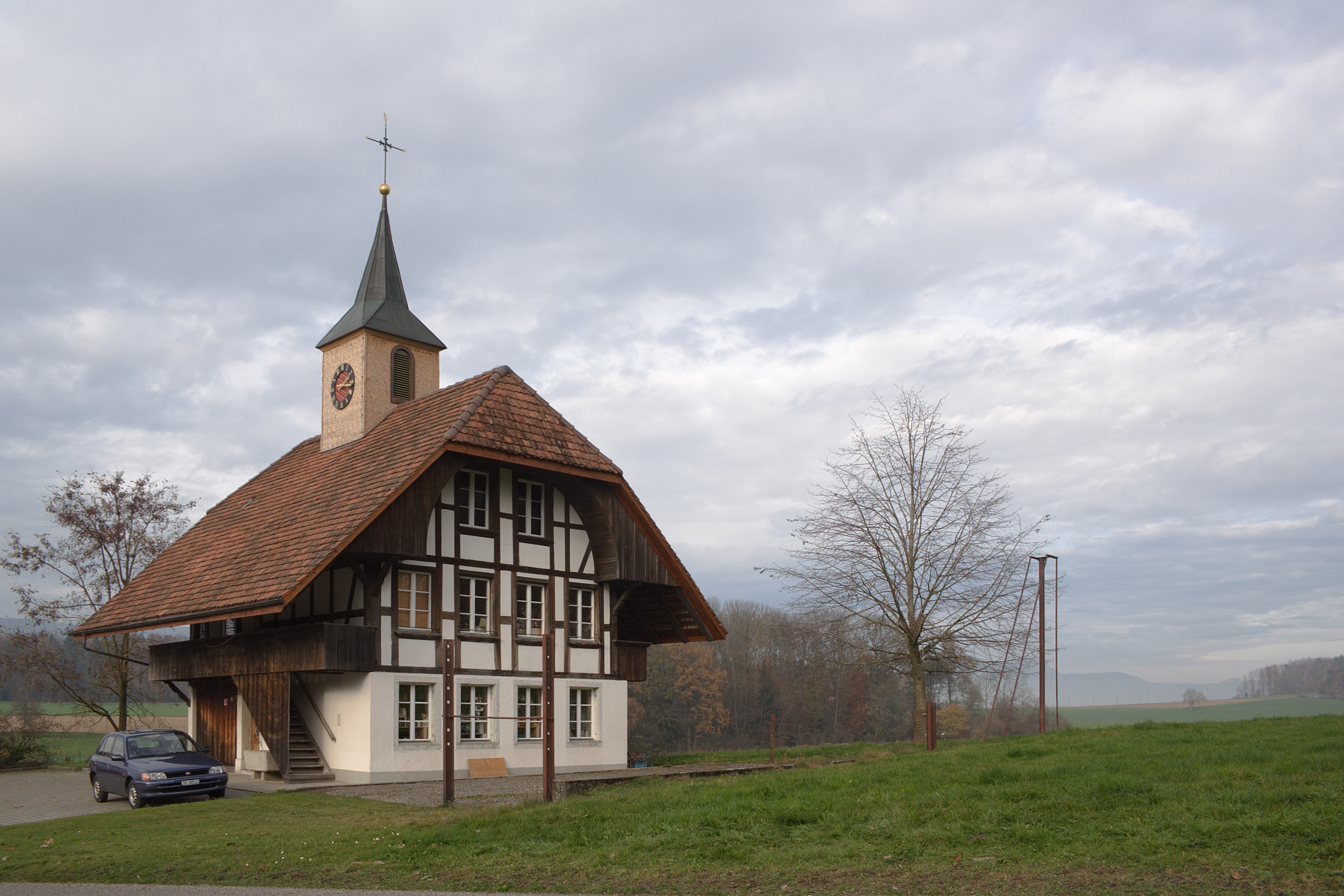
Altes Schulhaus von Gächliwil

Lüterswil-Gächliwil ist ein Ortsteil der Gemeinde Buchegg im Bezirk Bucheggberg des Kantons Solothurn in der Schweiz. Die ehemalige Gemeinde war 1994 aus der Fusion von Lüterswil und Gächliwil entstanden und bestand aus zwei klar getrennten Dörfern, wobei Lüterswil das deutlich grössere war. Am 1. Januar 2024 fusionierte Lüterswil-Gächliwil mit der Gemeinde Buchegg.

## Wappen
Nach der Gemeindefusion wurde aus den beiden Ortswappen eines gemacht. Man benutzt einfach beide Symbole weiter.

Gächliwil
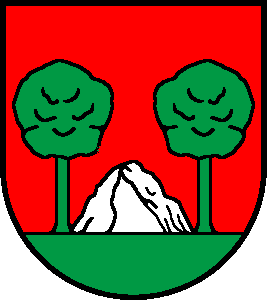
Lüterswil

Lüterswil: Blasonierung
In Rot auf grünem Plan zwischen zwei grünen Buchen weisser Findlingsblock
Gächliwil: Blasonierung
In Blau rechtsgewendeter steigender Pferderumpf

## Geographie

Luftbild (1949)

Die Gemeinde liegt im solothurnischen Teil des Mittellands im Hügelgebiet des Bucheggbergs. Im Gemeindegebiet entspringen der Biberenbach, der zur Emme fliesst, und der Rütibach, der nördlich von Rüti bei Büren die Aare erreicht.
Die Nachbargemeinden waren Biezwil SO, Oberwil bei Büren BE, Buchegg SO und Messen SO.

## Bevölkerung
Lüterswil-Gächliwil ist zu 98,65 % eine deutschsprachige Gemeinde. Die Ausländerquote ist mit 2,3 % sehr gering, der Bildungsstand der Erwerbsfähigen mit 21,2 % tertiärer Ausbildung überdurchschnittlich gross. Diese Struktur spiegelt sich auch im Wahlverhalten:

## Politik
Letzte Gemeindepräsidentin war Silvia Stöckli.

## Vereine
Trotz der geringen Grösse besitzt Lüterswil-Gächliwil seit 1884 eine eigene Musikgesellschaft.
Der Öliverein Lüterswil-Gächliwil führt den Betrieb und Unterhalt der als Denkmal geschützten Grabenöli, einer Ölmühle am Rütibach, weiter.

## Geschichte
Die erstmalige urkundliche Erwähnung von Gächliwil erfolgte 1365 als Gechlenwil. Der Name bedeutet wohl bei Gachilos Gehöft. Im 19. Jahrhundert wurde in Gächliwil Torf gestochen.

## Kultur
Das Erntedankfest in Lüterswil, die Brächete, ist ein kultureller Höhepunkt im Gemeindeleben.
In Gächliwil befindet sich ein altes Schulhaus mit einem kleinen Turm. Es soll um 1800 gebaut worden sein.
In Lüterswil an der nordwestlichen Gemeindegrenze befindet sich die Grabenöli, eine Ölmühle mit Wasserrad, deren Wurzeln etwa 400 Jahre zurückreichen. Die Mühle war bis Anfang des 20. Jahrhunderts kommerziell in Betrieb, 1988 wurde sie restauriert. 

## Persönlichkeiten
- Jakob Zimmermann (1842–1922), Gastwirt und Politiker